# Die Daltons und der Psycho-Doc
Die Daltons werden kuriert (französischer Originaltitel La Guérison des Dalton), auch als Die Daltons und der Psycho-Doc bekannt, ist eine Comic-Geschichte aus der Lucky-Luke-Reihe, die von Morris gezeichnet und von René Goscinny getextet wurde. Sie wurde zuerst vom 23. Juni bis zum 4. August 1975 in den Nummern 554 bis 560 der französischen Zeitung Le Nouvel Observateur und im selben Jahr vom 16. September bis zum 9. Dezember in den Nummern 1 bis 13 der Zeitung Nouveau Tintin und dann als 44. Album bei Dargaud veröffentlicht.
Eine deutsche Ausgabe erschien wenig später als Nummer 10 der Zack-Albumreihe bei Koralle und ab dem Jahr 1988 unter neuem Namen als Nummer 54 bei der Ehapa Comic Collection.

## Handlung
Der österreichische Psychologe Professor Otto von Himbeergeist kommt nach Amerika, um seine Theorie zu beweisen, dass der Wille zum Verbrechen nur eine weitere Krankheit und somit heilbar sei. Als Versuchsobjekte wählt er die Daltons, sehr zum Missfallen von Lucky Luke, der mitkommt und die Therapie überwacht. Diese besteht aus Sitzungen, in denen die Daltons von ihrer Kindheit erzählen, oder gemeinsamem Sticken. Während die Daltons, die in der Therapie vor allem eine Chance zur Flucht sehen, so tun, als würden sie sich bessern (wobei ausgerechnet Averell immer wieder bei Kleinigkeiten rückfällig wird, was er stets bedauert), manipuliert Joe den Professor. Schließlich glaubt von Himbeergeist, seine Patienten seien geheilt, und gibt ihnen als letzte Prüfung Pistolen. Die Daltons nehmen ihn gefangen und flüchten.
Lucky Luke verfolgt sie in eine Stadt, wo der Direktor einer ausgeraubten Bank verzweifelt jammert, sein Leben sei verpfuscht. Durch eine Kurzwarenhändlerin, bei der Averell Stickgarn gestohlen hat, kann Luke mit Hilfe von Rantanplan das Versteck der Daltons finden. Er muss feststellen, dass der Professor nicht wie angenommen ihr Gefangener, sondern ihr Komplize geworden ist. Durch Joes Einflüsterung und die spannenden Erzählungen der Daltons habe er festgestellt, dass er sein bisheriges Leben verpfuscht habe und sein Genie für Verbrechen verwenden könnte. Unter seiner Leitung reiten die Daltons mit Lucky Luke als Gefangenem in der Nacht in eine weitere Stadt, wo von Himbeergeist Lucky Luke seine Methode zeigt, Banken auszurauben, ohne einen Schuss abzugeben: Er bittet den Bankdirektor, ihm von seiner Kindheit zu erzählen, bis dieser seine bisherige Arroganz und Gier begreift und ihn anfleht, das Geld zu stehlen. Luke schafft es, Averell, der als einziger Dalton auf dem Weg der Besserung ist, zu manipulieren, indem er jeden Geldsack, den er ihm gibt, als gestohlen bezeichnet, bis Averell aus Protest in die Luft schießt und die Leute weckt. Es kommt zu einem Duell zwischen Lucky Luke und den Daltons. Averell, der verzweifelt versucht, mit Joe zu reden, schießt erneut in die Luft, um sich Gehör zu verschaffen, dadurch aber entzündet sich das über ihnen gelagerte Dynamit. Die Daltons und der Psychiater werden durch die Trümmer des Gebäudes außer Gefecht gesetzt. Sowohl die Daltons als auch von Himbeergeist kommen ins Gefängnis, wo dieser weiter seine psychologischen Tricks anwendet, indem er den Staatsanwalt sowie den Gefängniswärter von ihrer Kindheit erzählen lässt; Letzterer klopft für ihn sogar die Steine. Die Theorien des Professors werden verlacht und als Ideen eines Greenhorns bezeichnet, trotzdem erweisen seine Methoden sich als die Vorläufer moderner Psychologie, als das Zimmermädchen des kleinen Sigmund Freud aus dem Zimmer rennt und schreit: „Gnä’ Frau! Gnä’ Frau! Wenn Sie wüßten, was mir Ihr Siggi grad erklärt hat!“

## Wissenswertes
Mit der Figur des Professors Otto von Himbeergeist parodiert Morris die klassische Psychoanalyse, insbesondere Sigmund Freud. Genau wie dieser lässt Himbeergeist seine Patienten auf der Couch liegen und hört sich ihre Kindheitserzählungen an. Der Professor bringt fast jeden, dem er begegnet, dazu, von seiner Kindheit zu erzählen, bis der Betroffene in Tränen ausbricht und behauptet, sein Leben sei verpfuscht. Dies gesteht sich sogar der Professor selbst ein, nachdem er erfahren hat, wie aufregend das Verbrecherleben der Daltons ist.
Professor Otto von Himbeergeist taucht in jeweils einem Panel der Bände Das gelobte Land (2016) sowie Ein Cowboy in Paris (2018) erneut auf.